# Newman Grove
Newman Grove ist ein Ort im Madison County und im Platte County des US-Bundesstaates Nebraska.

## Lage
Newman Grove liegt im Südwesten des Madison County und reicht knapp bis in das Platte County hinein. Der Nebraska Highway 45 verläuft durch den Ort und endet rund vier Kilometer südlich des Ortes am Nebraska Highway 91.

## Geschichte
Schon in den 60er Jahren des 19. Jahrhunderts kamen die ersten weißen Siedler in die Region des „Shell Creek Valley“. Der Namensgeber des Ortes „Newman Grove“ war ein Mann namens Newman Lewis, der an der Stelle des heutigen Parkes im Ort einen kleinen Pappelhain anpflanzte. Nach seinem frühen Tod setzte sich sein Vater dafür ein, dass die Postfiliale, die 1874 gegründet worden war und später der Ort „Newman Grove“ (dt. etwa: Newman-Hain) genannt wurde. Die Ankunft der Fremont, Elkhorn and Missouri Valley Railroad im Jahr 1887 sicherte das weitere Wachstum des Ortes. Der 9. Februar 1888 gilt als das offizielle Gründungsdatum von Newman Grove. „The New Era“ war die erste und einzige Tageszeitung, die in den 1890er Jahren entstand. 1920 hatte die Ortschaft mit 1.260 Menschen die höchste Einwohnerzahl erreicht. Nach dem Zweiten Weltkrieg sank die Zahl jedoch aufgrund der Schließung einer Molkerei und einer Reifenfabrik, was höhere Arbeitslosigkeit zur Folge hatte.

### Demografie
Laut United States Census 2000 hat der Ort 797 Einwohner, davon 377 Männer und 420 Frauen.